# D.J. MacHale

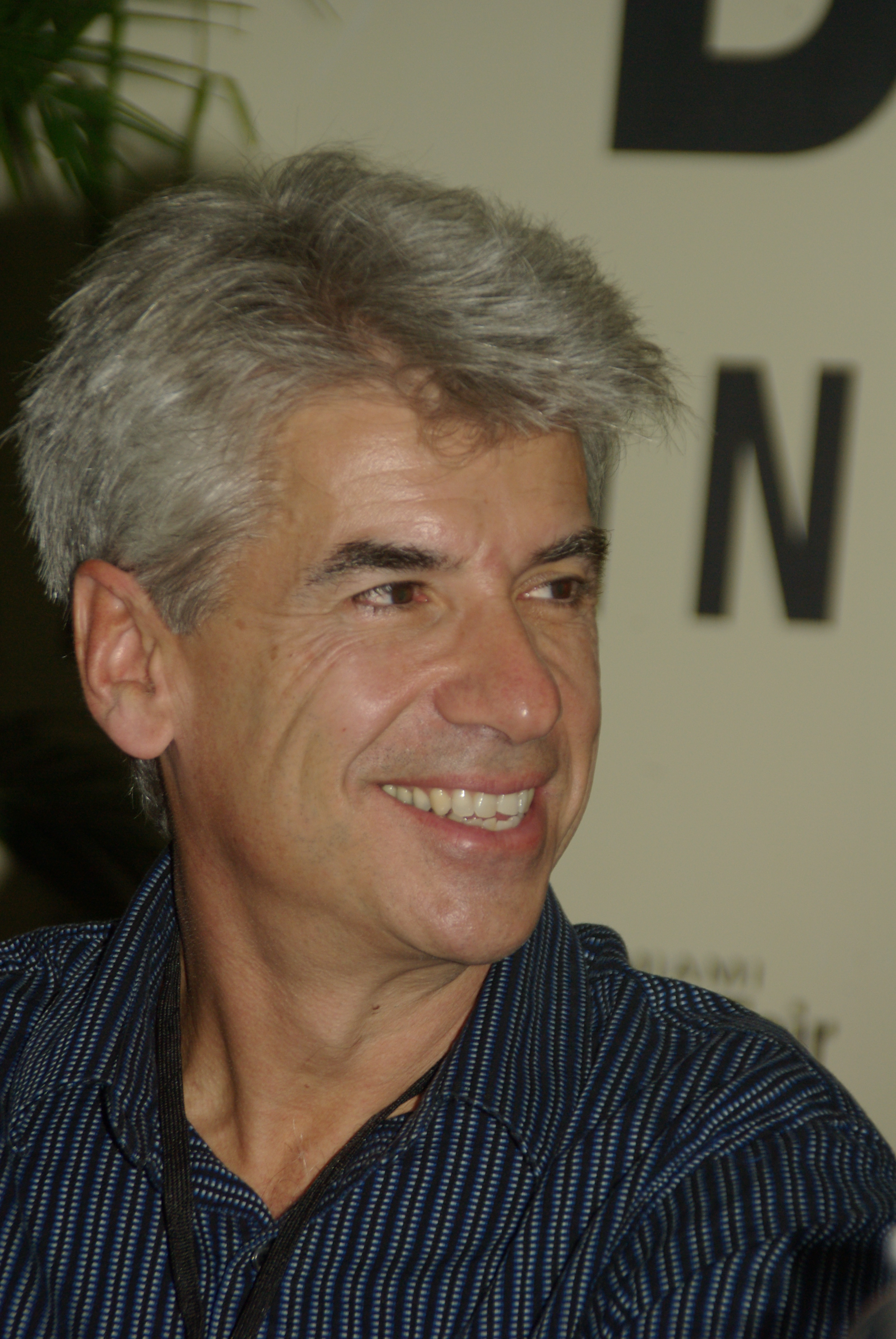
D.J. MacHale, Miami Book Fair International, 2011

D.J. MacHale, właśc. Donald James MacHale (ur. 11 marca 1956 w Greenwich, Connecticut) – amerykański pisarz, reżyser, i producent filmowy.
Związany z takimi produkcjami jak serial Zagubieni z lotu 29 lub dramat Seasonal Differences. Jest również autorem popularnej serii dla młodzieży Pendragon.
D.J. MacHale zdobył CableACE Award za serial Chris Cross oraz Gemini Award za serial Czy boisz się ciemności?.